# تپه لنگر بارانی
تپه لنگر بارانی مربوط به سده‌های ۷ تا ۹ ه.ق است و در شهرستان زابل، بخش میانکنگی، دهستان قرقری، ۱/۵ کیلومتری روستای لنگر بارانی، به طرف قرقری واقع شده و این اثر در تاریخ ۲۶ اسفند ۱۳۸۶ با شمارهٔ ثبت ۲۲۲۴۵ به‌عنوان یکی از آثار ملی ایران به ثبت رسیده است.